# 方丹拉里维耶尔
方丹拉里维耶尔（法語：Fontaine-la-Rivière，法語發音：[fɔ̃tɛn la ʁivjɛʁ] ⓘ）是法国法兰西岛大区埃松省的一个市镇，属于埃唐普区。

## 地理
方丹拉里维耶尔（48°21'21"N, 2°9'18"E）面积3.69 平方千米，位于法国法蘭西島大區埃松省，该省份为法国北部内陆省份，北起上塞纳省和马恩河谷省，西接厄尔-卢瓦省和伊夫林省，南至卢瓦雷省，东临塞纳-马恩省。
与方丹拉里维耶尔接壤的市镇（或旧市镇、城区）包括：布瓦西拉里维耶尔、阿贝维尔-拉里维耶尔、博斯地区马罗勒、圣西尔拉里维耶尔。

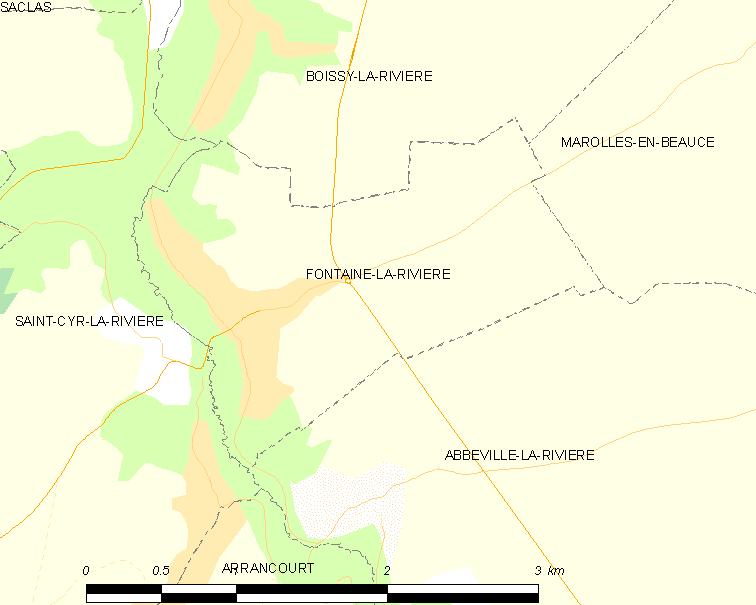
方丹拉里维耶尔的OSM定位图

方丹拉里维耶尔的时区为UTC+01:00、UTC+02:00（夏令时）。

## 行政
方丹拉里维耶尔的邮政编码为91690，INSEE市镇编码为91240。

## 政治
方丹拉里维耶尔所属的省级选区为埃唐普县。

## 人口

1962-2008年间方丹拉里维耶尔人口变化图示

方丹拉里维耶尔于2022年1月1日时的人口数量为182人。